# ユベール・エノ
ユベール・エノ（Hubert Henno, 1976年10月6日 - ）は、フランスの男子バレーボール選手。ブローニュ＝ビヤンクール出身。ポジションはリベロ。元フランス代表。

## 来歴
1996年、フランスリーグのアニエール・バレー92へ入団。2000年に移籍したパリ・バレーでは、3度のリーグ優勝とCEVチャンピオンズリーグ優勝に貢献し、トゥールVB在籍時にもリーグ優勝と欧州チャンピオンズリーグ優勝を経験した。2005年に移籍したロシアスーパーリーグのディナモ・モスクワでもリーグ優勝を経験。翌年からイタリア・セリエAでプレーし、2009年シーズン途中にバレー・フォルリからパリ・バレーへ移籍、5度目のフランスリーグ優勝を飾った。
1999年、ナショナルチーム代表に初選出。2005年に一度代表を退いたものの、2007年に再び代表招集され、フランス代表のリベロとして通算202試合に出場。2002年世界選手権でフランスにとって初となる銅メダル獲得に貢献し、自身もベストディガー賞を受賞、2003年欧州選手権においても、8大会ぶりとなるチームの準優勝に貢献するとともにベストディガー賞を受賞した。
2001年欧州選手権、2003年ワールドカップではベストレシーバー賞、2009年欧州選手権では準優勝とともにベストリベロ賞を受賞した。

## 球歴
ナショナルチーム代表歴
- オリンピック - 2004年（9位）
- 世界選手権 - 2002年（銅メダル）
- ワールドカップ - 2003年（5位）
- 欧州選手権 - 2003年、2009年（準優勝）

クラブチーム優勝歴
- フランスリーグ - 2000年、2001年、2002年、2004年、2009年
- ロシアスーパーリーグ - 2006年
- CEVチャンピオンズリーグ - 2001年、2005年

## 所属クラブ
- アニエール・バレー92（1996-1999年）
- パリ・バレー（1999-2002年）
- トゥールVB（2002-2005年）
- ディナモ・モスクワ（2005-2006年）
- Mローマ・バレー（2006-2008年）
- バレー・フォルリ（2008-2009年）
- パリ・バレー（2009年）
- ピエモンテ・バレー（2009-2012年）
- ルーベ・マチェラータ（2012-2014年）
- ルーベ・トレイア（2014-2015年）
- トゥールVB（2015-2019年）